# Cani eroi
Cani eroi è stato un programma televisivo italiano, ideato da Gianluca Mauri e condotto da Roberto Gasbarri e Federico Coccia, in onda tra il 2017 e il 2018 su Rai 2.

## Edizioni
| Edizione | Puntate | Conduzione                         | Inizio          | Fine           |
| -------- | ------- | ---------------------------------- | --------------- | -------------- |
| 1        | 10      | Roberto Gasbarri e Federico Coccia | 25 marzo 2017   | 27 maggio 2017 |
| 2        | 10      | Roberto Gasbarri e Federico Coccia | 27 gennaio 2018 | 31 marzo 2018  |